# Wie baut man eine Bombe?
Wie baut man eine Bombe? ist das erste Mixtape bzw. Prealbum des Münchener Rappers Ali As über Deluxe Records. Es erschien am 22. Juni 2007 im Vertrieb mit Groove Attack. Es bildet den Auftakt der sogenannten Bombentrilogie. Es folgten zwei Releases, 2008 das Mixtape Der Countdown läuft und im Oktober 2008 der Abschluss durch das Album Bombe.

## Hintergründe
Die erste und einzige Single, Fick was du denkst, erschien am 14. Juni 2007.
Das Mixtape/Prealbum sollte ursprünglich als Vorbote für das 2006 angekündigte Studioalbum Geld her, ich habe eine Bombe dienen. Ali As entschied sich jedoch, noch ein weiteres Mixtape dem Album vorzuziehen, sodass am 16. Mai 2008 Der Countdown läuft mit vielen Features von Eko Fresh, Frauenarzt und Tony D erschien. Im August 2008 wurde das Debütalbum für den 17. Oktober mit dem Titel Bombe über Deluxe Records angekündigt. Es erschien letztendlich nach erneuter Verschiebung am 24. Oktober 2008.

## Titelliste
1. Intro – 2:44
  - Produziert von Tai Jason
2. Zeit ist um – 3:34
  - Produziert von Goofiesmackerz
3. Bombenskit – 0:16
4. Fick was du denkst – 3:01
  - Produziert von Tai Jason
5. Unser Deutschland (feat. Emory) – 3:21
  - Produziert von Goofiesmackerz
6. A$ – 3:46
  - Produziert von Goofiesmackerz
7. Damit kommt ihr nicht weit – 2:44
8. Hoffnung – 4:13
  - Produziert von Ali As
9. Cool (feat. Pretty Mo) – 2:49
  - Produziert von KD Supier
10. Ewiges Eis – 3:41
  - Produziert von Goofiesmackerz
11. Spür wie der Beat boomt – 2:43
  - Produziert von KD Supier
12. Schnappt euch den Jungen – 2:59
  - Produziert von Goofiesmackerz
13. Scheine über Schlampen (feat. Megaloh) – 3:01
  - Produziert von SiNCH
14. Gehen unseren Weg (feat. Semi B) – 2:48
  - Produziert von Goofiesmackerz
15. Rapperskit – 0:24
16. So wie ich – 3:34
  - Produziert von Goofiesmackerz
17. Was auch immer – 2:55
  - Produziert von Ali As
18. Definitiv – 2:34
  - Produziert von Ali As
19. Ewigkeit – 10:55
  - Produziert von Tai Jason

### Kritiken
Auf der Website generation-one.de bekommt das Mixtape vier von möglichen sechs Punkten. Der Kritiker begründet dies unter anderem mit den „Punchlines, Beats und guten Vergleichen“. Ali As beweise, dass sich in Sachen Vergleichen „nur wenige Leute mit ihm messen können“. Die „Professionalität und bestechende Qualität“ des Mixtapes verdiene Anerkennung.
Laut hamburghiphop.de schaffe es Ali As trotz „guter Lines und vieler witziger Vergleiche“ nicht, „ein richtiges Profil zu entwickeln“. Der Flow des Rappers „erinnere an Snaga und Pillath“. Trotzdem findet der Publizist Frederik Caselitz
die Beats des Mixtapes „professionell“ und „singletauglich“. Des Weiteren sei Ali As auf „hohem Niveau“, was das Rappen betrifft, sodass das Mixtape drei von möglichen fünf Sternen bekommt.